# Domingo Dulce y Garay

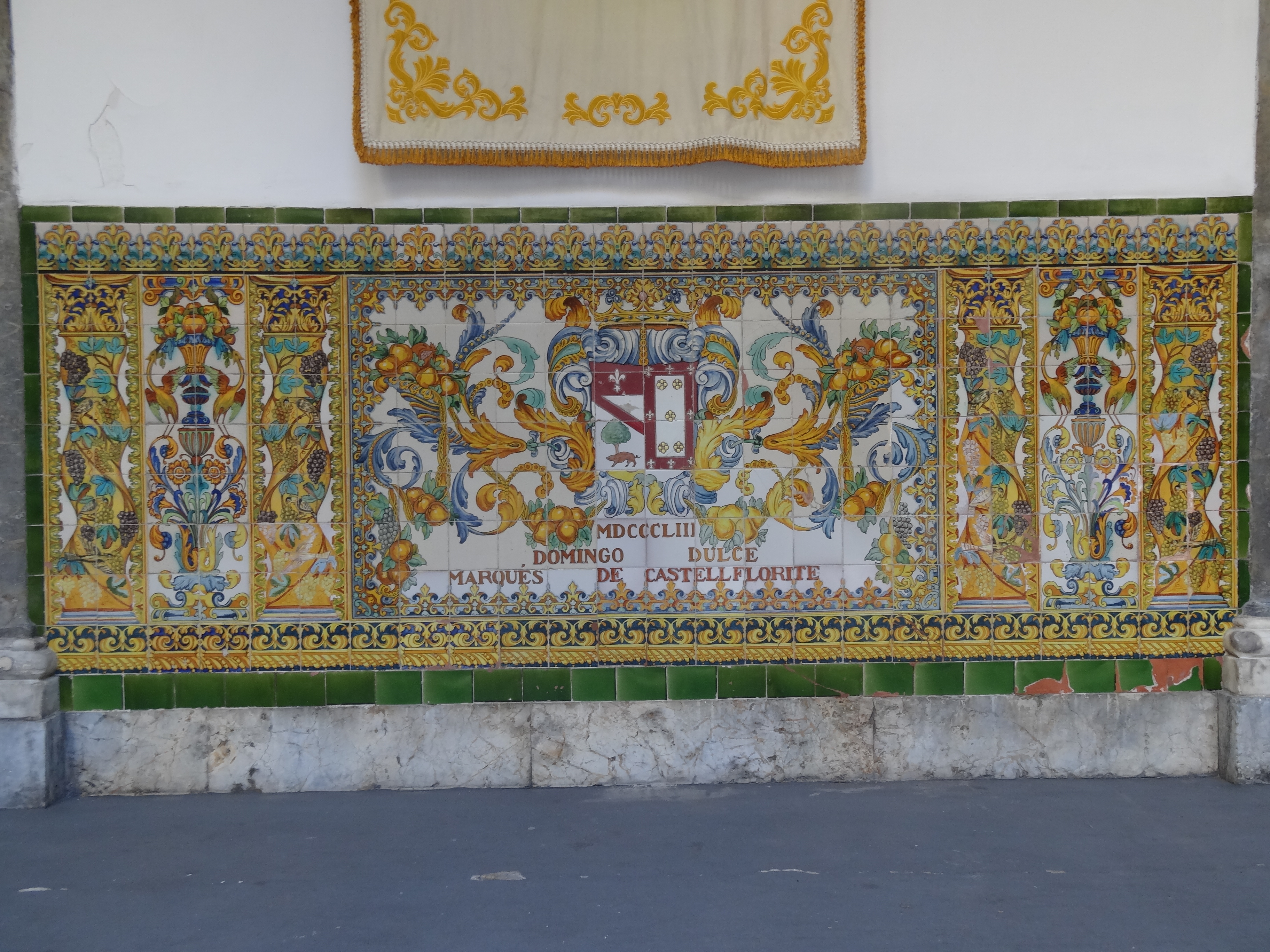
Escut de Domingo Dulce i Garay al claustre de la Capitania General de Barcelona

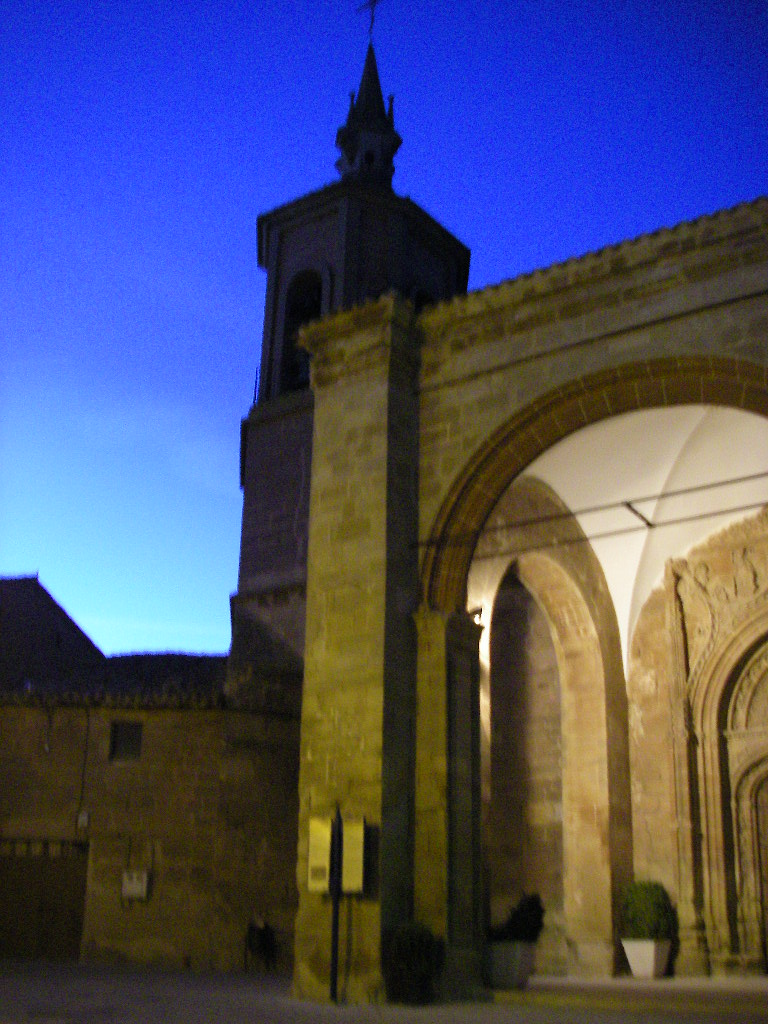
Església de Sotés, poble on va néixer Domingo Dulce i Garay

Domingo Dulce i Garay (Sotés, La Rioja, 7 de maig de 1808 - Els Banys i Palaldà, França, 23 de novembre de 1869) fou un militar espanyol.
Obtingué el grau de cadet el 1823, i l'any següent va ser promogut al grau d'alferes de cavalleria. Feu la primera guerra civil amb gran lluïment, essent ferit cinc vegades i aconseguint quatre creus de San Fernando de primera classe i els ascensos consecutius fins al de tinent coronel.

## El 7 d'octubre
Va pertànyer a la guàrdia reial en l'última època d'aquesta tropa, i el 1841 passà al cos d'alabarders. Era al Palau Reial de Madrid la nit del 7 d'octubre, en què esclatà la insurrecció militar que es proposava restablir la regència de Maria Cristina, en lloc del general Espartero. Els sediciosos, al front dels quals s'havia posat el general Manuel de la Concha, assaltaren el palau reial, amb el propòsit d'apoderar-se de la reina Isabel II d'Espanya i de la seva germana la infanta, però foren refusats diverses vegades pels alabardes de la cambra de guàrdia situada a dalt de l'escala principal i dirigits per Dulce. L'enèrgica actitud d'aquestes forces feren fracassar el moviment, i Dulce fou premiat amb el grau de coronel i la llorejada de Sant Ferran.
Poc temps després (el 1842) rebé el nomenament de gentil-home de cambra del Rei. Ascendit a brigadier el 1847, a mariscal de camp el 1849 i a tinent general el 1854, exercí diversos comandaments a Catalunya i Aragó, i era director general de cavalleria quan esclatà la revolució de juliol de 1854, en la que tingué, al costat de Leopoldo O'Donnell, un dels principals papers.
Dos anys després fou ferit combatent pels carrers de Madrid a la milícia nacional, i rebé, com a recompensa, la gran creu de Sant Ferran.

## Sant Carles de la Ràpita
Per la seva actuació en els esdeveniments de Sant Carles de la Ràpita (1860), que ell desbaratà essent capità general de Catalunya, fou distingit amb el títol de marquès de Castell-Florite, que recorda una de les gestes que porta a fi durant la guerra civil. Destinat a Cuba el 1862, en ell recaigué la ingrata tasca de combatre la insurrecció de Santo Domingo, i, finalment evacuar l'illa, complint l'acord de les Corts Generals, presidides pel general Ramón María Narváez y Campos.
El seu mandat, àmpliament liberal, es distingí per la tolerància amb la premsa de tots els matisos, la creació d'escoles gratuïtes superiors, la rectitud en l'administració i l'ardor amb què perseguí el tràfic de negres. El més gran elogi que pot fer-se de la gestió de Dulce està en les simpaties que va saber conquistar amb la seva conducta, les quals el seguiren a Espanya en cessar en el càrrec, posat clarament de manifest en una exposició dirigida a la reina (juny de 1865), en la qual se'n demanava la continuïtat en el govern de l'illa.
Una vegada a la península Ibèrica, el seu entusiasme per la causa de la llibertat el portà a conspirar contra Isabel II d'Espanya, al costat del general Serrano, Joan Prim i Prats i d'altres generals; però descobert el complot fou desterrat, com aquells, a Canàries (juliol de 1868).

## La insurrecció de Cuba
Greument malalt d'un càncer a l'estómac, no va poder prendre part activa en la Revolució de Setembre; però el govern revolucionari el nomenà capità general de l'illa de Cuba, comptant que el seu prestigi personal i les simpaties que havia deixat a l'illa serien la millor garantia per al restabliment d'un ordre moral seriosament pertorbat. No succeí així, tanmateix; el manifest que donà a la seva arribada a la colònia, en què feia una crida a la pau, fou rebut amb molta fredor, i la llibertat que concedí a la premsa només serví per a concitar enemics a Espanya i desencadenar odis implacables entre els elements peninsular i crioll.
La insurrecció proclamada a Yara s'estengué pel departament Oriental i va córrer fins a Camagüey, i les negociacions iniciades per Dulce, amb més voluntat que encert, foren trencades per la intemperància dels insurrectes, que no s'avenien a pactar sobre altres bases que no fossin el reconeixement explícit de la independència de Cuba. Per contra, les tendències liberals i conciliadores del general causaren un profund disgust entre els elements conservadors que estimaven la seva política com a pertorbadora i perillosa per l'esdevenidor de la metròpoli, i aquest disgust, exterioritzat pels voluntaris, donà origen a greus desordres en la mateixa capital de l'illa.
Quan Dulce s'adonà de la ineficàcia dels seus procediments de temperança, canvia de conducta, restablí la censura i el funcionament dels tribunals militars, i tornà al sistema de les deportacions; signà algunes sentències de mort i decretà l'embargament dels béns dels separatistes. Aquestes severes mesures foren titllades de cruels pels que simpatitzaven amb la rebel·lió, i semblaren tardanes als seus contraris, de forma que no produïren altre resultat que augmentar la impopularitat del general; i el dia 1 de juny de 1869 els voluntaris, en actitud sediciosa, exigiren que renunciés al comandament en el seu segon, i es retirés a la Península. Així ho feu, "para a evitar" -com digué- "màs mancha a la bandera que armada turba procaz pisoteaba y escarnecia".
Destinat a Madrid, els progressos de la seva malaltia, que suportava amb un treball constant, i amb els disgustos soferts, el feren desplaçar-ser a un balneari francès a la recerca d'alleujament. Morí poc després, i fou enterrat al Cementiri del Poblenou de Barcelona.
A més de les condecoracions citades anteriorment, rebé també les grans creus de Creu de Carles III i de Sant Hermenegild.